# Comuna Bdjilna, Teplîk
Bdjilna (în ucraineană Бджільна) este o comună în raionul Teplîk, regiunea Vinnița, Ucraina, formată din satele Bdjilna (reședința) și Cervona Dolîna.

## Demografie
Componența lingvistică a satului Bdjilna
     Ucraineană (98,72%)
     Rusă (1,06%)
     Alte limbi (0,08%)
Conform recensământului din 2001, majoritatea populației satului Bdjilna era vorbitoare de ucraineană (98,72%), existând în minoritate și vorbitori de rusă (1,06%).